# Куропаткинський
Куропаткинський (рос. Куропаткинский) — селище у Нагайбацькому районі Челябінської області Російської Федерації.
Входить до складу муніципального утворення Остроленське сільське поселення. Населення становить 362 особи (2010).

## Історія
Згідно із законом від 9 липня 2004 року органом місцевого самоврядування є Остроленське сільське поселення.

## Населення
| 2002 | 2010 |
| ---- | ---- |
| 406  | ↘362 |